# Primaz

Modelo do brasão de armas de um primaz católico romano

Primaz é um título existente na Igreja Católica e no Anglicanismo. 

## Catolicismo
Na hierarquia católica, é o arcebispo cuja sede e circunscrição são as mais antigas de um país ou região. 
Na Península Ibérica, o primaz é o arcebispo de Braga, por isso chamado "Primaz das Espanhas". 
Já em Espanha, depois da formação do Reino de Portugal, o primaz passou a ser o Arcebispo de Toledo. 
Na França, é o de Lyon. 
No Brasil, o de São Salvador da Bahia. 
O papa detém, entre outros títulos, o de "Primaz da Itália".
Os Primazes têm precedência sobre todos os arcebispos e bispos da sua jurisdição, mas não sobre os Patriarcas, dado que estes últimos lhes são honorificamente superiores.
No passado, o primaz tinha diversos poderes sobre o clero do seu país, convocando e presidindo ao respectivo sínodo. Actualmente o primaz não tem qualquer jurisdição sobre os demais arcebispos e bispos.
Os primazes apõem ao respectivo brasão de armas a cruz arquiepiscopal (cruz dupla) e o capelo verde de 30 borlas. No caso de serem Metropolitas usam também o pálio no brasão.

## Anglicanismo
No Anglicanismo Bispo Primaz é o título dado ao bispo que preside a uma determinada Província da Comunhão Anglicana. O Arcebispo de Cantuária é o Primaz de toda a Inglaterra. No Brasil a Igreja Episcopal Anglicana do Brasil é liderada por uma Primaz, a Bispa Marinez Bassotto, da Diocese Anglicana da Amazônia. Juntamente com as Conferências de Lambeth e o Conselho Consultivo Anglicano, os Encontros de Primazes são um dos "Instrumentos da Comunhão".

## Sés primaciais de rito latino
| Jurisdição Honorífica | Sé                  | Título                                  |
| --------------------- | ------------------- | --------------------------------------- |
| Alemanha (até 1803)   | Mainz               | Primaz da Alemanha                      |
| Argentina             | Santiago del Estero | Primaz da Argentina                     |
| Áustria               | Salzburgo           | Primaz da Germânia                      |
| Bélgica               | Mechelen            | Primaz da Bélgica                       |
| Bolívia               | Sucre               | Primaz da Bolívia                       |
| Brasil                | Salvador            | Primaz do Brasil                        |
| Canadá                | Quebec              | Primaz do Canadá                        |
| Espanha               | Toledo              | Primaz da Espanha                       |
| França                | Lyon                | Primaz das Gálias                       |
| Hungria               | Esztergom           | Primaz da Hungria                       |
| Irlanda               | Armagh              | Primaz da Irlanda                       |
| Itália                | Roma                | Primaz da Itália                        |
| Países Baixos         | Utrecht             | Primaz dos Países Baixos                |
| Polónia               | Gniezno             | Primaz da Polónia                       |
| Portugal              | Braga               | Primaz das Espanhas                     |
| Oriente               | Goa (Índia)         | Primaz do Oriente                       |
| América               | Santo Domingo       | Primaz das Índias                       |
| Inglaterra            | Westminster         | Primaz de Inglaterra e do País de Gales |
| Escócia               | Santo André         | Primaz da Escócia                       |
| Escandinávia          | Lund (Suécia)       | Primaz da Escandinávia                  |